# Harrisonina petricola
Harrisonina petricola är en tvåvingeart som beskrevs av Freeman 1956. Harrisonina petricola ingår i släktet Harrisonina och familjen fjädermyggor.
Artens utbredningsområde är Zimbabwe. Inga underarter finns listade i Catalogue of Life.